# Олів'є Тіа
Олів'є Тіа Токбе (фр. Olivier Tia Tokbe, нар. 22 грудня 1982, Ямусукро) — івуарійський футболіст, який грав на позиції нападника. Виступав, зокрема, за клуби «Беверен» та «Аджман».
Клубний чемпіон Перської затоки. 

## Ігрова кар'єра
Народився 22 грудня 1982 року в місті Ямусукро. Вихованець футбольної школи клубу «АСЕК Мімозас». У дорослому футболі дебютував 2004 року виступами за команду «Беверен», в якій провів один сезон. Протягом 2005 року захищав кольори клубу «Локерен». Своєю грою за останню команду привернув увагу представників тренерського штабу клубу «Вілрейк», до складу якого приєднався 2006 року. Відіграв за команду наступний сезон своєї ігрової кар'єри.
Протягом 2007—2008 років захищав кольори клубу «Олімпік» (Бежа). 2008 року уклав контракт з клубом «Аль-Аглі», у складі якого провів наступні три роки своєї кар'єри гравця. З 2011 року два сезони захищав кольори клубу «Аджман». У складі «Аджмана» був одним з головних бомбардирів команди, маючи середню результативність на рівні 0,44 голу за гру першості. Протягом 2013 року захищав кольори клубу «Фуджайра».
Завершив кар'єру футболіста у команді «Аль-Меррейх», за яку виступав протягом 2013—2014 років.

## Досягнення
- лубний кубок чемпіонів Перської затоки
  -  Володар (1): 2008